# Djurrättsmilisen
Djurrättsmilisen (DRM) eller Animal Rights Militia (ARM) är ett nätverk för djurrättsaktivister som i praktisk handling utför aktioner mot personer och företag som de anser plågar och förtrycker djur. Djurrättsmilisen avsäger sig antivålds-policyn som till exempel Djurens befrielsefront (DBF) går under. Det vill säga att medan Djurens befrielsefront har som regel att aldrig skada människor fysiskt så ser Djurrättsmilisen inte denna regel som en nödvändighet.
Djurrättsmilisens symbol är en grön stjärna med en k-pist.

## Historia och aktioner
Djurrättsmilisen grundades i Storbritannien 1982. Under 1980-talet då gruppen skickade brevbomber till premiärminister Margaret Thatcher. Bland annat skickades också brevbomber och rakblad till "djurförtryckare" och bomber placerades under bilar tillhörande djurförsökspersonal och pälsfarmsägare. Sedan starten har DRM orsakat skador på laboratorium för djurförsök för miljontals dollar och pund.
Gruppen förespråkar våld mot människor. I Sverige har några aktioner skett under 80-90-talen där det i kommunikéer efteråt skrivits under med namnet "Djurrättsmilisen". Det rör sig om mordbränder på pälsfarmer och bombhot. Under 2010-2014 dök namnet upp igen då en våg av attentat utfördes runtom i landet (bland annat brevbombshot, mordbränder, bombattrapper mot bostäder, skadegörelser, minst en bilbomb, yxor som kastats in genom fönster, och gravskändning) riktade mot pälsindustrin och djurforskning.
En då 22-årig djurrättsaktivist dömdes 2012 till 3,5 års fängelse i Göteborgs tingsrätt för en lång rad djurrättsrelaterade brott som "Djurrättsmilisen" hade tagit på sig, fallen rörde en bombattrapp mot en villa, en brevbomb, attacker på pälshandlares hem, skadegörelser på butiker och mordhot mot företag inom pälsbranschen och djurforskning. Det framgick i rättegången att djurrättsaktivisten också hade förstört en McDonalds i centrala Göteborg med två brandbomber.
2014 dömdes fyra andra djurrättsaktivister till fleråriga fängelsestraff för en serie våldsamma aktioner mot pälsfarmare. Samtliga aktivister ingick i en fraktion av militanta djurrättsaktivister som kallade sig för "DRM Sverige", och bland annat dömdes de för att ha bränt ner garage och med yxor slagit sönder bostäder tillhörande pälsfarmare, i media benämndes aktionerna ibland som ekoterrorism.